# پارینه‌سنگی زیرین
| تقسیم‌بندی سه‌گانه اعصار |                         |           |          |
| عصر تاریخی             |                         |           |          |
| دوره لا تن             | دوره لا تن              |           | نیاتاریخ |
| دوره هالشتات           |                         |           | نیاتاریخ |
| عصر آهن                |                         |           | نیاتاریخ |
| پسین                   |                         |           | نیاتاریخ |
| میانه                  |                         |           | نیاتاریخ |
| پیشین                  |                         |           | نیاتاریخ |
| عصر برنز               |                         |           | نیاتاریخ |
| دوران نوسنگی           | عصر مس                  |           | نیاتاریخ |
| دوران نوسنگی           | نوسنگی با سفال          | پیشاتاریخ |          |
| دوران نوسنگی           | نوسنگی پیش از سفال ب    | پیشاتاریخ |          |
| دوران نوسنگی           | نوسنگی پیش از سفال آ    | پیشاتاریخ |          |
| میان‌سنگی               | میان‌سنگی، فراپارینه‌سنگی | پیشاتاریخ |          |
| پارینه‌سنگی             | پسین                    | پیشاتاریخ |          |
| پارینه‌سنگی             | میانه                   | پیشاتاریخ |          |
| پارینه‌سنگی             | پیشین                   | پیشاتاریخ |          |
| عصر سنگ                |                         | پیشاتاریخ |          |

پارینه‌سنگی زیرین (به انگلیسی:Lower Paleolithic) یا پارینه‌سنگی قدیم کهن‌ترین بخش پارینه‌سنگی است که از حدود ۳٫۳ میلیون سال پیش با نخستین استفاده‌ها از ابزارهای سنگی خام (الدوایی) و نخستین تلاش‌ها برای شکار و گردآوری خوراک آغاز شده و تا حدود ۳۰۰ هزار سال پیش ادامه داشته‌است.
نخستین شواهد در خصوص استفادهٔ انسان‌سایان از ابزارهای سنگی به دوران پارینه‌سنگی زیرین بر می‌گردد. در آن دوران انسان برای نخستین بار به استفاده از ابزارهایی مثل الدوایی Oldowan و آشولی Acheulean روی آورده‌است.
پارینه‌سنگی زیرین تا دورهٔ میان‌سنگی ادامه یافته‌است، یعنی زمانی که ابزارهای سنگی به مراتب پیچیده‌تر شده و انسان به استفاده از ابزارهایی مثل موستری روی می آورد. همچنین در قدیمی‌ترین دورهٔ تاریخ، استفاده از آتش توسط انسان بین دوره‌های پارینه‌سنگی زیرین و میان‌سنگی هنوز اختلافاتی وجود دارد.
در این دوره ابتدا گونهٔ انسانی جنوبی‌کپی Australopithecus در دو گونه آفریقایی و تناور پدیدار می‌شود. گونه آفریقایی با توجه به توانایی در ساخت ابزار انسان ماهر Homo habilis نیز نامیده می‌شود که در چاد، جنوب آفریقا و تانزانیا (گاروزی و اولدوای Olduvai) می‌زیسته‌است. ابزار که گونه آفریقایی ساخته‌است الدوایی نامیده می‌شود؛ چون نخستین بار از ناحیه اولدوای تانزانیا به دست آمده‌است و فقط تبرهای دستی بوده. دومین گونه انسانی که در این دوره پدیدار می‌شود؛ انسان راست‌قامت Homo erectus نام دارد. این گونه از یک و نیم میلیون تا پانصد هزار سال پیش می‌زیسته‌است، از آتش استفاده می‌کرده‌است و ابزارساز بوده و ابزارهایی که به کار برده‌است آشولی؛ و لوالوآزی Levalloasien نام دارد. انسان جاوه و انسان پکن از مشهورترین گونه‌های انسان راست‌قامت هستند.